# ブラックフライアーズ鉄道橋
ブラックフライアーズ鉄道橋（ーてつどうきょう、Blackfriars Railway Bridge）は、イギリスの首都ロンドンのテムズ川にかかる鉄道橋。

## 初代
初代の橋はロンドン・チャタム・アンド・ドーバー鉄道のためにジョセフ・カビットが設計し、1864年に開通した。しかし1924年にサザン鉄道が設立されると高速列車や大陸間列車はウォータールー駅に集約され、セント・ポール駅は近郊列車のみが停車する駅になった。これにより、初代の橋の利用は徐々に少なくなっていった。さらに現代の列車を支えるには強度が足りなくなったため、この橋は1985年に撤去された。なお、テムズ川をわたる部分の支柱と南側の橋台だけが残されており、これらは第二級建造物に指定されている。

## 2代目
2代目の橋は初代よりも若干下流（東側）に位置しており、当初はセント・ポール鉄道橋と呼ばれていた。1886年に開通したこの橋はジョン・ウォルフ＝バリーとヘンリー・マーク・ブラネルが設計した鋼鉄製の橋である。また建築工事はルーカス・アンド・アード社が担当した。その後1937年にセントポール駅がブラックフライアーズ駅に改名されると、鉄道橋の名称も現名称に変更された。
橋の南側には1864年に開業したブラックフライアーズ・ブリッジ駅があったが、橋の開通に伴い1885年に閉鎖された。ただし貨物駅としての利用は1964年の完全閉鎖まで続き、跡地はオフィス街に転用されている。
その後テムズリンク計画が発足し、ブラックフライアーズ駅のホーム延長が決まった。駅設計はウィル・アルソップ、建設はバルフォア・ベティ社が担当した。工事の際には駅の屋根に巨大なソーラーパネルが設置され、世界最大級のソーラーパネルを持つ橋となった。